# Aspicela bourcieri
Aspicela bourcieri Guérin, 1855 è un coleottero appartenente alla famiglia Chrysomelidae.

## Etimologia
Il nome proprio della specie è in onore del naturalista francese Jules Bourcier (1797-1873).

## Caratteristiche
Ha elitre alquanto rugose e il torace leggermente trasverso, con angoli prominenti arrotondati ai lati.

## Distribuzione
La specie è stata reperita in America meridionale: in Colombia e in Ecuador.

## Tassonomia
Generi affini: Asphaera e Litosonycha.
Al 2015 non sono note sottospecie.